# Akane Fujita
Akane Fujita (藤田 茜 Fujita Akane?,  nacida el 26 de enero de 1993) es una seiyū, originaria de la prefectura de Shizuoka. Está afiliada a Ken Production. Después de pasar una audición en 2011, hizo su debut como actriz de voz en 2012, y tuvo su primer papel principal en 2016. Es conocida por sus papeles como Sagiri Izumi en Eromanga Sensei y Sistine Fibel en Roku de Nashi Majutsu Kōshi to Akashic Records.

## Vida y carrera
Fujita tenía interés en la actuación de voz desde al menos sus años de escuela secundaria, ya que había estado viendo anime con regularidad y tenía amigos que eran fanáticos del anime y los actores de voz. Según ella, una de las razones por las que decidió convertirse en actriz de doblaje fue porque "quería hacer algo que fuera divertido". Durante sus años de escuela secundaria, fue parte del club de radiodifusión de su escuela. Como estudiante de tercer año, participó en una competencia de radiodifusión nacional patrocinada por NHK. En 2011 decidió participar en una audición organizada por la agencia Ken Production. Pasó la audición y realizó estudios en una escuela de formación de actuación de voz mientras también cursaba estudios universitarios.
Fujita hizo su debut como actriz de voz en 2012, interpretando al personaje de Yuri en el videojuego Generation of Chaos: Pandora’s Reflection. Luego interpretaría varios papeles secundarios en series de anime como Aikatsu!, Chihayafuru, Mahō Sensō y Pokémon XY & Z. En 2015, fue elegida como Yukari Mizumoto en The Idolmaster Cinderella Girls y Megumi Uda en High School Fleet. También fue elegida como el personaje de Sagiri Izumi en una adaptación dramática de radio en línea de la serie de novelas ligeras Eromanga Sensei.
En 2017, Fujita repitió el papel de Sagiri en la adaptación de la serie de televisión de anime de Eromanga Sensei. También interpretó la canción "Natsuiro Koi Hanabi" (夏色恋花火), que se utilizó como tema final para el octavo episodio de la serie. Ese mismo año, fue elegida como el personaje Sistine Fibel en la serie de anime Roku de Nashi Majutsu Kōshi to Akashic Records; ella y sus coprotagonistas Yume Miyamoto y Ari Ozawa interpretaron el tema final de la serie "Precious You". También interpretó los papeles de Leviathan en la serie de anime sin: Nanatsu no Taizai y Kaiko Mikuniyama en la serie de anime Imōto Sae Ireba Ii. Interpretó la canción "Levi no Recipe" (レヴィのレシピ, Revi no Reshipi), que se usó como una canción de inserción en el segundo episodio de sin: Nanatsu no Taizai, y la canción "Innocent Lovely" (イノセント・ラブリー), que se utilizó como tema final del noveno episodio de Imōto Sae Ireba Ii.

## Roles de voz

### Anime de TV
- Aikatsu! (2012-2016), Akane Mimori, Shizuka Kisaki, Minami Hateruma[4]
- Chihayafuru 2 (2013), Napa Payakaroon, estudiante[4]
- Heroes: Legend of the Battle Disks (2013), Sophie[4]
- Mahō Sensō (2014), Ida Futaba[4]
- Death Parade (2015), Sae[4]
- Pokémon XY & Z (2015), Bara[4]
- The Idolmaster Cinderella Girls (2015), Yukari Mizumoto[13]
- High School Fleet (2016), Megumi Uda/Megu-chan[5]
- Mahō Shōjo Nante Mō Ii Desu Kara (2016), Yuzuka Hanami[14]
- Orange (2016), Kakeru Naruse (joven), niña, estudiante[4]
- Roku de Nashi Majutsu Kōshi to Akashic Records (2017), Sistine Fibel[15]
- Eromanga Sensei (2017), Sagiri Izumi[6]
- sin: Nanatsu no Taizai (2017), Envidia Señor Demonio Leviatán[9]
- Imōto Sae Ireba Ii. (2017), Kaiko Mikuniyama[10]
- Release the Spyce (2018), Fū Sagami[16]
- Inazuma Eleven: Ares no Tenbin (2018), Tsukushi Ootani
- Senran Kagura: Shinovi Master (2018), Senkou
- W'z (2019), Haruka[17]
- Toji no Miko (2019), Kiyoka Musumi[18]
- To Aru Kagaku no Accelerator (2019), Leader[19]

### Videouegos
- Dragon Quest builders 2 (2018), Heroína
- Generation of Chaos: Pandora’s Reflection (2012), Yuri[20]
- Tokyo 7th Sisters (2014), Rena Araki[4]
- Granblue Fantasy (2014), Renie
- The Idolmaster Cinderella Girls (2015), Yukari Mizumoto[4]
- The Idolmaster Cinderella Girls Starlight Stage (2015), Yukari Mizumoto[4]
- Aikatsu! Photo on Stage (2016), Minami Hateruma[4]
- Infinite Stratos: Archetype Breaker (2017), Fanil Comet[21]
- Shinobi Master Senran Kagura: New Link (2017), Senkou
- Arknights (2019), Bibeak, Shamare
- Genshin Impact (2020), Sacarosa
- Blue Archive (2021), Miyako Tsukiyuki[22]
- Luminous Avenger iX 2 (2022), Vespa[23]
- Made in Abyss: Binary Star Falling into Darkness (2022), Dorothea[24]

### Doblaje
- La Gente Coloca Cosas, Clio[25]